# Johann Stephan Müller
Johann Stephan Müller (* 20. Juli 1730 in Schmalenbuche; † 24. Oktober 1768 in Gießen) war ein deutscher lutherischer Theologe, Geistlicher und Hochschullehrer.

## Leben
Müller absolvierte das Gymnasium in Rudolstadt. In seiner Ausbildung wurde er von Fürst Friedrich Anton von Schwarzburg-Rudolstadt unterstützt. Er kam zum Studium der Philosophie und Theologie 1849 an die Universität Jena. Dort erlangte er 1753 den Magistergrad. 1756 wurde er Adjunkt der Philosophischen Fakultät in Jena, 1758 Konsistorialassessor in Rudolstadt und 1759 in Jena zum Lic. theol. graduiert.
Müller erhielt 1759 eine Stelle als außerordentlicher Professor entweder der Philosophie oder der Theologie an der Universität in Jena. 1763 erfolgte an der dortigen Hochschule die Promotion zum Dr. theol. Er nahm einen Ruf vom 26. Mai 1763 auf eine Stelle als ordentlicher Professor der Theologie an die Universität Gießen an. Außerdem wurde er Vesperprediger in Gießen. Ab 1765 war er außerdem Konsistorialassessor und schließlich ab 1768 Superintendent der Marburger Diözese.
Müller wurde 1765 Mitglied der Akademie gemeinnütziger Wissenschaften zu Erfurt. Außerdem war er Mitglied weiterer wissenschaftlicher Gesellschaften und Akademien.

## Werke (Auswahl)
- Dubiorum, utrique modo quo procedunt theologi in explicanda imputatione peccati Adamitici oppositorum, brevem et modestam resolutionem, Cuno, Jena 1752.
- Triplicem Dicendi Rationem Veterum Philosophorum Vulgarium Stoicorum Atque Peripateticorum Dialectice Ex Cicerone, Schill, Jena 1758.
- De Novis Inter Regem Gallorum Et Magistratum Dissensionibus Quid Mihi Videtur, Winkler, Wetzlar 1766.
- Epistola ad suos in Polonia fratres pontificis summi, qui Romae est, Braun, Gießen 1767.
- Ad suos in Polonia fratres pontificis summi qui Romae est epistola, Braun, Gießen 1768.